# Calvin Willey

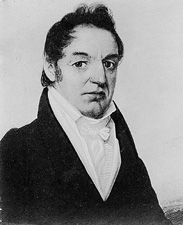
Calvin Willey

Calvin Willey, född 15 september 1776, död 23 augusti 1858, var en amerikansk politiker från Connecticut som var ledamot i USA:s senat.

## Tidigt liv
Willey föddes i East Haddam, Connecticut. Han gick i allmänna skolor. Sedan började han studera juridik i Hebron, Connecticut, 1795 och antogs till advokatsamfundet i februari 1798. Han började arbeta som advokat i Chatham och flyttade till Stafford 1800. Han utnämndes som den förste chefen för posten i Stafford Springs, en position som han hade 1806-1808. Han bodde i Stafford till 1808, då han flyttade till Tolland, där han sedan bodde kvar. Senare var han också chef för posten i Tolland, 1812-1816.

## Politisk karriär
Willey valdes till ledamot av Connecticuts representanthus för Stafford två gånger och tjänstgjorde från 1805 till 1806. Han var även ledamot av delstatens representanthus 1810, 1812, 1820-1821, och representerade då Tolland. Han var domare för arvstvister (judge of probate) för distriktet Stafford 1818-1825. Åren 1823-1824 var han ledamot av Connecticuts senat. Han var elektor i presidentvalet 1824. Han valdes till USA:s senat för den mandatperiod som började den 4 mars 1825, men han tjänstgjorde inte förrän den 4 maj 1825. Sedan tjänstgjorde han hela den återstående mandatperioden, till den 3 mars 1831. Under två av sina år i senaten var han ordförande för jordbruksutskottet.

## Senare år
Sedan han lämnade kongressen, hade han inga fler offentliga uppdrag, men fortsatte att arbeta som advokat.
Han avled i Stafford, Connecticut, den 23 augusti 1858, och begravdes på Skungamaug Cemetery i Tolland, som även går under namnet East Cemetery.